# ベーア (火星のクレーター)
ベーア (Beer) は、火星のメリディアニ平原の南西部に位置するクレーター。世界最初の精密な月面図を作成したドイツの天文学者、ヴィルヘルム・ベーアにちなんで名づけられた。火星の標準子午線から西方に約8度、メドラーから西方に約10度の地点に位置している。南緯14.5度、東経351.8度である。